# Espace (échecs)

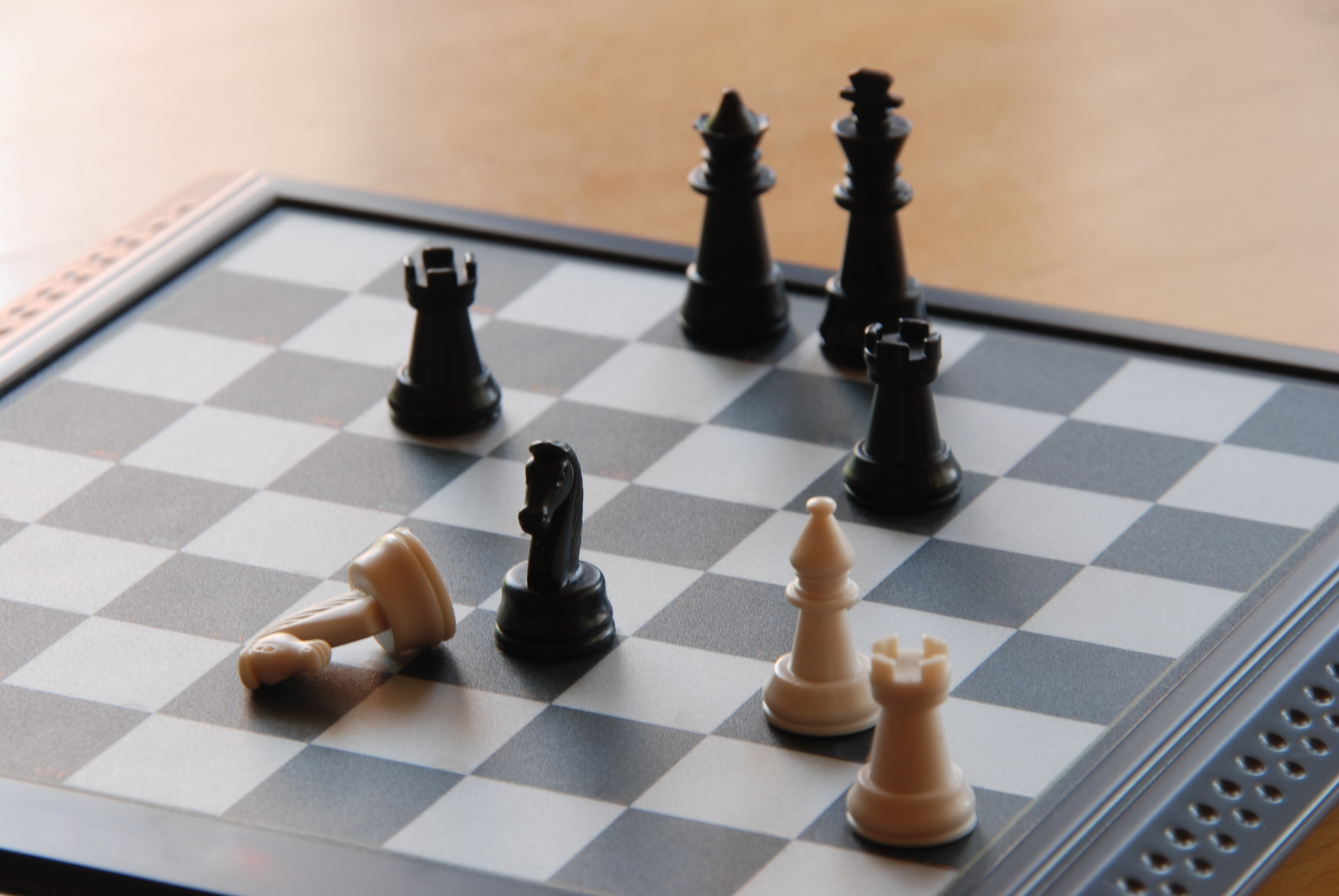
Echiquier

Pour les articles homonymes, voir Espace.
L'espace aux échecs est délimité par les 64 cases de l'échiquier sur lequel les différentes pièces se déplacent et s'opposent. L'espace avec le temps et la puissance sont les trois éléments fondamentaux du jeu d'échecs.
La maîtrise de l'espace et l'avantage spatial (échecs) qui en résulte est un avantage stratégique si dans le même temps les pièces de l'adversaire sont entravées dans leurs mouvements. Il peut par exemple être avantageux d'avoir un ou plusieurs pions dans le camp de l'adversaire, pour autant qu'ils soient suffisamment soutenus par d'autres pièces. Sinon il y a danger que les pions soient gagnés par les pièces adverses. Il n'est donc pas suffisant de conquérir de l'espace, celui-ci doit être sauvegardé avec assez de matériel.